# Imran Khan
Imran Ahmed Khan Niazi (Urdu: عمران احمد خان نیازی) , född 5 oktober 1952 i Lahore, är en pakistansk före detta cricketspelare, filantrop och politiker som var Pakistans premiärminister augusti 2018 - april 2022.
Khan spelade internationell cricket för Pakistan mellan 1971 och 1992 och gick efter avslutad cricket-karriär in i politiken. Förutom hans politiska aktivitet är Khan också filantrop, cricketkommentator, kansler vid universitetet i Bradford och grundare och styrelseordförande för Shaukat Khanum Memorial Cancer Hospital & Research Centre.
Imran Khan anses vara Pakistans mest framgångsrika cricketspelare och cricketkapten någonsin. Under Khans ledarskap vann cricketlandslaget VM 1992.
I april 1996 blev det politiska partiet PTI, Pakistan Tehreek-e-Insaf ("Rörelsen för rättvisa") etablerat, och Khan blev dess ordförande. Han representerade Mianwali som ledamot av nationalförsamlingen från november 2002 till oktober 2007. Han återvaldes den 11 maj 2013 då hans parti fick 35 platser i nationalförsamlingen. Vid parlamentsvalet 2018 fick PTI 160 av nationalförsamlingens 270 platser och Khan blev premiärminister. Khan avsattes från posten som premiärminister genom en misstroendeomröstning i Pakistans parlament den 10 april 2022.
Den 3 november 2022 sköts Khan i benet eller i foten, under ett mordförsök, av en beväpnad man när han höll ett tal för anhängare vid en demonstration i Wazirabad, Punjab. Han ledde då en marsch till huvudstaden Islamabad för att kräva nyval.